# Giải đua ô tô Công thức 1 Bahrain 2024
Giải đua ô tô Công thức 1 Bahrain 2024 (tên chính thức là Formula 1 Gulf Air Bahrain Grand Prix 2024) là một chặng đua Công thức 1 được tổ chức vào ngày 2 tháng 3 năm 2024 tại Trường đua Bahrain International ở Sakhir, Bahrain. Chặng đua này là chặng đua mở màn của Giải đua xe Công thức 1 2024.

## Bối cảnh
Giải đua ô tô Công thức 1 Bahrain 2024 được tổ chức từ ngày 29 tháng 2 đến ngày 2 tháng 3 với tư cách là chặng đua mở màn của Giải đua xe Công thức 1 2024.
Giải đua ô tô Công thức 1 Bahrain 2024 diễn ra lúc 18:00 giờ địa phương (UTC+3) vào thứ Bảy, ngày 2 tháng 3 năm 2024, trở thành chặng đua mở màn của một giải đua xe Công thức 1 được tổ chức vào ngày Thứ Bảy kể từ Giải đua ô tô Công thức 1 Nam Phi 1982. Sự kiện này được tổ chức vào thứ Bảy để tuân thủ các quy định yêu cầu tối thiểu một tuần giữa các chặng đua, vì Giải đua ô tô Công thức 1 Ả Rập Xê Út tiếp theo đó sẽ diễn ra vào ngày 9 tháng 3. Giải đua ô tô Công thức 1 Ả Rập Xê Út 2024 đã được dời lại một ngày để tránh xung đột với ngày 10 tháng 3, ngày khởi đầu tháng Ramadan.

### Danh sách các tay đua và đội đua
Danh sách các tay đua và đội đua cho chặng đua này không có thay đổi nào so với danh sách các tay đua và đội đua tham gia mùa giải. Thêm vào đó, không có thêm tay đua dự bị nào được điền tên để tham gia sự kiện này.

### Lựa chọn hợp chất lốp
Nhà cung cấp lốp xe Pirelli mang đến các hợp chất lốp C1, C2 và C3 (ba loại cứng nhất trong dòng sản phẩm của Pirelli), lần lượt được tiêu chuẩn hóa là cứng (hard), trung bình (medium) và mềm (soft) để các đội sử dụng trong suốt sự kiện này.

## Tường thuật

### Buổi đua thử
Ba buổi đua thử được tổ chức tại Giải đua ô tô Công thức 1 Bahrain. Buổi đua thử đầu tiên được tổ chức vào ngày 29 tháng 2 năm 2024 lúc 14:30 giờ địa phương (UTC+3). Daniel Ricciardo của Racing Bulls đứng đầu buổi đua thử này trước cặp tay đua McLaren, Lando Norris và Oscar Piastri với thời gian nhanh nhất là 1:32,689 phút. Buổi đua thử thứ hai được tổ chức vào lúc 18 giờ địa phuơng (UTC+3) cùng ngày. Lewis Hamilton của Mercedes đứng đầu buổi đua thử thứ hai trước đồng đội George Russell và Fernando Alonso của Aston Martin với thời gian nhanh nhất là 1:30,374 phút. Buổi đua thử thứ ba và cuối cùng được tổ chức vào ngày 1 tháng 3 năm 2024 lúc 15:30 giờ địa phương (UTC+3). Carlos Sainz Jr. của Ferrari đứng đầu buổi đua thử thứ ba trước người đồng huơng Fernando Alonso của Aston Martin và Max Verstappen của Red Bull Racing với thời gian nhanh nhất là 1:30,824 phút.

### Vòng phân hạng
Vòng phân hạng được tổ chức vào ngày 1 tháng 3 năm 2024 lúc 19:00 giờ địa phương (UTC+3) và bao gồm ba phần với thời gian là 45 phút. Các tay đua có 18 phút ở phần đầu tiên (Q1) để tiếp tục tham gia phần thứ hai (Q2) của vòng phân hạng. Tất cả các tay đua đạt được thời gian trong phần đầu tiên với thời gian tối đa 107% thời gian nhanh nhất được phép tham gia cuộc đua. 15 tay đua dẫn đầu phần này lọt vào phần tiếp theo. Sau khi Q1 kết thúc, Carlos Sainz Jr. của Ferrari đứng đầu với thời gian nhanh nhất là 1:29,909 phút trong khi cả hai tay đua Kick Sauber, Logan Sargeant và cả hai tay đua Alpine bị loại.
Phần thứ hai (Q2) kéo dài 15 phút và mười tay đua nhanh nhất của phần này đi tiếp vào phần thứ ba (Q3) và cuối cùng của vòng phân hạng. Sau khi Q2 kết thúc, Charles Leclerc của Ferrari đứng đầu với thời gian nhanh nhất là 1:29,165 phút trong khi cả hai tay đua RB, Lance Stroll, Alexander Albon và Kevin Magnussen bị loại.
Phần thứ ba (Q3) và cuối cùng kéo dài mười hai phút, trong đó mười vị trí xuất phát đầu tiên được xác định sẵn cho cuộc đua. Với thời gian nhanh nhất là 1:29,179 phút, Max Verstappen giành vị trí pole trước Charles Leclerc và George Russell.

### Cuộc đua
Cuộc đua được tổ chức vào ngày 2 tháng 3 năm 2024 lúc 18:00 giờ địa phương (UTC+3) và bao gồm 57 vòng đua.
Max Verstappen giành chiến thắng tại cuộc đua trước đồng đội Sergio Pérez và Carlos Sainz Jr. Đồng thời, anh đạt được cú Grand Slam thứ năm trong sự nghiệp sau khi xuất phát ở vị trí pole, dẫn đầu mọi vòng đua và giành vòng đua nhanh nhất. Các tay đua còn lại ghi điểm tại Giải đua ô tô Công thức 1 Bahrain là Charles Leclerc, George Russell, Lando Norris, Lewis Hamilton, Oscar Piastri, Fernando Alonso và Lance Stroll.

## Kết quả

### Vòng phân hạng
| Vị trí                   | Số xe | Tay đua          | Đội đua                      | Q1       | Q2       | Q3       | Vị trí xuất phát |
| ------------------------ | ----- | ---------------- | ---------------------------- | -------- | -------- | -------- | ---------------- |
| 1                        | 1     | Max Verstappen   | Red Bull Racing-Honda RBPT   | 1:30,031 | 1:29,374 | 1:29,179 | 1                |
| 2                        | 16    | Charles Leclerc  | Ferrari                      | 1:30,243 | 1:29,165 | 1:29,407 | 2                |
| 3                        | 63    | George Russell   | Mercedes                     | 1:30,350 | 1:29,922 | 1:29,485 | 3                |
| 4                        | 55    | Carlos Sainz Jr. | Ferrari                      | 1:29,909 | 1:29,573 | 1:29,507 | 4                |
| 5                        | 11    | Sergio Pérez     | Red Bull Racing-Honda RBPT   | 1:30,221 | 1:29,932 | 1:29,537 | 5                |
| 6                        | 14    | Fernando Alonso  | Aston Martin Aramco-Mercedes | 1:30,179 | 1:29,801 | 1:29,542 | 6                |
| 7                        | 4     | Lando Norris     | McLaren-Mercedes             | 1:30,143 | 1:29,941 | 1:29,614 | 7                |
| 8                        | 81    | Oscar Piastri    | McLaren-Mercedes             | 1:30,531 | 1:30,122 | 1:29,683 | 8                |
| 9                        | 44    | Lewis Hamilton   | Mercedes                     | 1:30,451 | 1:29,718 | 1:29,710 | 9                |
| 10                       | 27    | Nico Hülkenberg  | Haas-Ferrari                 | 1:30,566 | 1:29,851 | 1:30,502 | 10               |
| 11                       | 22    | Yuki Tsunoda     | RB-Honda RBPT                | 1:30,481 | 1:30,129 | –        | 11               |
| 12                       | 18    | Lance Stroll     | Aston Martin Aramco-Mercedes | 1:29,965 | 1:30,200 | –        | 12               |
| 13                       | 23    | Alexander Albon  | Williams-Mercedes            | 1:30,397 | 1:30,221 | –        | 13               |
| 14                       | 3     | Daniel Ricciardo | RB-Honda RBPT                | 1:30,562 | 1:30,278 | –        | 14               |
| 15                       | 20    | Kevin Magnussen  | Haas-Ferrari                 | 1:30,646 | 1:30,529 | –        | 15               |
| 16                       | 77    | Valtteri Bottas  | Kick Sauber-Ferrari          | 1:30,756 | –        | –        | 16               |
| 17                       | 24    | Chu Quán Vũ      | Kick Sauber-Ferrari          | 1:30,757 | –        | –        | 17               |
| 18                       | 2     | Logan Sargeant   | Williams-Mercedes            | 1:30,770 | –        | –        | 18               |
| 19                       | 31    | Esteban Ocon     | Alpine-Renault               | 1:30,793 | –        | –        | 19               |
| 20                       | 10    | Pierre Gasly     | Alpine-Renault               | 1:30,948 | –        | –        | 20               |
| Thời gian 107%: 1:36,203 |       |                  |                              |          |          |          |                  |

### Cuộc đua
| Vị trí                                                                                             | Số xe | Tay đua          | Đội đua                      | Số vòng | Thời gian/ Bỏ cuộc | Vị trí xuất phát | Số điểm |
| -------------------------------------------------------------------------------------------------- | ----- | ---------------- | ---------------------------- | ------- | ------------------ | ---------------- | ------- |
| 1                                                                                                  | 1     | Max Verstappen   | Red Bull Racing-Honda RBPT   | 57      | 1:31:44,742        | 1                | 26      |
| 2                                                                                                  | 11    | Sergio Pérez     | Red Bull Racing-Honda RBPT   | 57      | + 22,457           | 5                | 18      |
| 3                                                                                                  | 55    | Carlos Sainz Jr. | Ferrari                      | 57      | + 25,110           | 4                | 15      |
| 4                                                                                                  | 16    | Charles Leclerc  | Ferrari                      | 57      | + 39,669           | 2                | 12      |
| 5                                                                                                  | 63    | George Russell   | Mercedes                     | 57      | + 46,788           | 3                | 10      |
| 6                                                                                                  | 4     | Lando Norris     | McLaren-Mercedes             | 57      | + 48,458           | 7                | 8       |
| 7                                                                                                  | 44    | Lewis Hamilton   | Mercedes                     | 57      | + 50,324           | 9                | 6       |
| 8                                                                                                  | 81    | Oscar Piastri    | McLaren-Mercedes             | 57      | + 56,082           | 8                | 4       |
| 9                                                                                                  | 14    | Fernando Alonso  | Aston Martin Aramco-Mercedes | 57      | + 1:14,887         | 6                | 2       |
| 10                                                                                                 | 18    | Lance Stroll     | Aston Martin Aramco-Mercedes | 57      | + 1:33,216         | 12               | 1       |
| 11                                                                                                 | 24    | Chu Quán Vũ      | Kick Sauber-Ferrari          | 56      | + 1 vòng           | 17               |         |
| 12                                                                                                 | 20    | Kevin Magnussen  | Haas-Ferrari                 | 56      | + 1 vòng           | 15               |         |
| 13                                                                                                 | 3     | Daniel Ricciardo | RB-Honda RBPT                | 56      | + 1 vòng           | 14               |         |
| 14                                                                                                 | 21    | Yuki Tsunoda     | RB-Honda RBPT                | 56      | + 1 vòng           | 11               |         |
| 15                                                                                                 | 27    | Alexander Albon  | Williams-Mercedes            | 56      | + 1 vòng           | 13               |         |
| 16                                                                                                 | 24    | Nico Hülkenberg  | Haas-Ferrari                 | 56      | + 1 vòng           | 10               |         |
| 17                                                                                                 | 31    | Esteban Ocon     | Alpine-Renault               | 56      | + 1 vòng           | 19               |         |
| 18                                                                                                 | 10    | Pierre Gasly     | Alpine-Renault               | 56      | + 1 vòng           | 20               |         |
| 19                                                                                                 | 77    | Valtteri Bottas  | Kick Sauber-Ferrari          | 56      | + 1 vòng           | 16               |         |
| 20                                                                                                 | 2     | Logan Sargeant   | Williams-Mercedes            | 55      | + 2 vòng           | 18               |         |
| Vòng đua nhanh nhất: Max Verstappen (Red Bull Racing-Honda RBPT) - 1:32,608 phút (vòng đua thứ 39) |       |                  |                              |         |                    |                  |         |
| Tay đua xuất sắc nhất cuộc đua: Carlos Sainz Jr. (Ferrari), 31,4% số phiếu bầu                     |       |                  |                              |         |                    |                  |         |

Chú thích
- ^1 – Bao gồm một điểm cho vòng đua nhanh nhất.[14]

## Bảng xếp hạng sau chặng đua

### Bảng xếp hạng các tay đua
| Vị trí | Tay đua          | Đội đua                      | Số điểm |
| ------ | ---------------- | ---------------------------- | ------- |
| 1      | Max Verstappen   | Red Bull Racing-Honda RBPT   | 26      |
| 2      | Sergio Pérez     | Red Bull Racing-Honda RBPT   | 18      |
| 3      | Carlos Sainz Jr. | Ferrari                      | 15      |
| 4      | Charles Leclerc  | Ferrari                      | 12      |
| 5      | George Russell   | Mercedes                     | 10      |
| 6      | Lando Norris     | McLaren-Mercedes             | 8       |
| 7      | Lewis Hamilton   | Mercedes                     | 6       |
| 8      | Oscar Piastri    | McLaren-Mercedes             | 4       |
| 9      | Fernando Alonso  | Aston Martin Aramco-Mercedes | 2       |
| 10     | Lance Stroll     | Aston Martin Aramco-Mercedes | 1       |

- Lưu ý: Chỉ có mười vị trí đứng đầu được liệt kê trên bảng xếp hạng này.

### Bảng xếp hạng các đội đua
| Vị trí | Đội đua                      | Số điểm |
| ------ | ---------------------------- | ------- |
| 1      | Red Bull Racing-Honda RBPT   | 44      |
| 2      | Ferrari                      | 27      |
| 3      | Mercedes                     | 16      |
| 4      | McLaren-Mercedes             | 12      |
| 5      | Aston Martin Aramco-Mercedes | 3       |
| 6      | Kick Sauber-Ferrari          | 0       |
| 7      | Haas-Ferrari                 | 0       |
| 8      | RB-Honda RBPT                | 0       |
| 9      | Williams-Mercedes            | 0       |
| 10     | Alpine-Renault               | 0       |